# Musée Somme 1916
Le musée Somme 1916 d'Albert est un musée d'histoire de la Première Guerre mondiale aménagé dans un souterrain qui servit d'abri anti-aérien pendant la Seconde Guerre mondiale. Il retrace différents aspects de la vie militaire pendant la Bataille de la Somme.

## Historique du musée

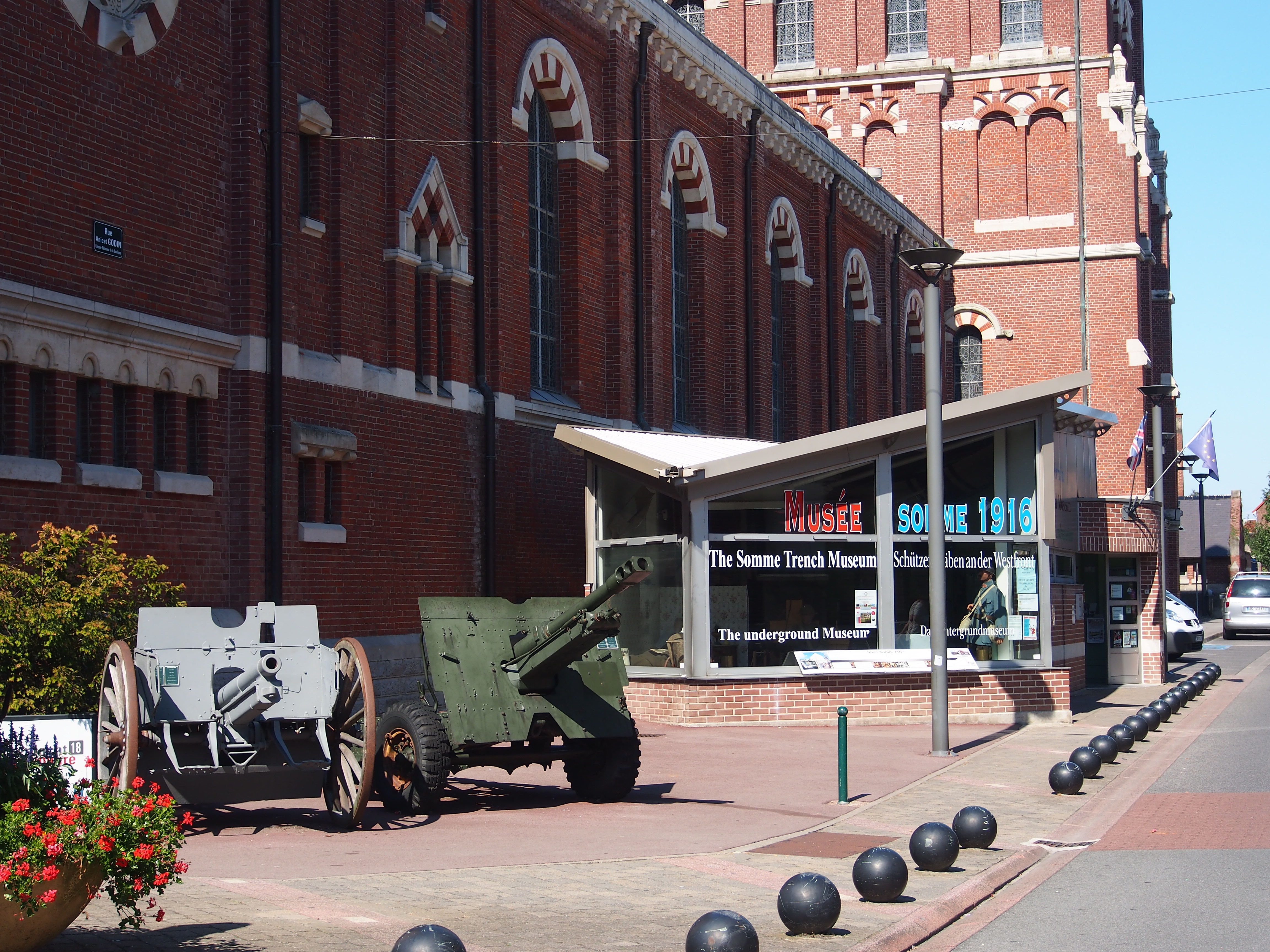
Entrée du musée Somme 1916, rue Anicet Godin à Albert.

Le musée Somme 1916 est aménagé dans un souterrain qui servit d'abri anti-aérien à la population lors de la Seconde Guerre mondiale, à dix mètres de profondeur et sur une longueur de 250 m. Son entrée est située à droite de la basilique Notre-Dame de Brebières.
Fin 1991, sous l’impulsion de la Municipalité, l’idée de créer un musée rendant hommage aux combattants de la Première Guerre mondiale prit forme et l'Association Somme 1916 est créée. Sous la direction de Thierry Gourlin — à cette époque responsable du centre de secours principal d’Albert —, une équipe encadra un chantier d’insertion qui entreprit les travaux de réfection et de mise en conformité d’un souterrain existant.
Le musée ouvrit ses portes le 1er juillet 1992. Cette année-là le musée accueillit 10 000 visiteurs. Ce chiffre est passé à 90 000 en 2014, dont 60 % de touristes anglophones.
Chaque année, le musée acquiert de nouvelles pièces et améliore la présentation de ses collections.

## Collections
Ce musée souterrain est constitué d'une quinzaine d'alcôves (ou abris), de part et d'autre d'une galerie de 250 mètres de long. Dans la galerie, des armes et équipements militaires sont exposés dans des vitrines ainsi que des affiches, des articles de journaux et des photographies. Dans les alcôves ont été reconstituées diverses scènes illustrant le quotidien des soldats dans les tranchées lors de l’offensive franco-britannique de 1916 pendant la Bataille de la Somme :
- scènes de tranchées allemandes, australiennes, britanniques, canadiennes ou françaises ;
- scène d'infirmerie ;
- scène de repos et de distraction des soldats ;
- scène d'attaque, à la sortie du souterrain.

Les panneaux explicatifs sont rédigés en allemand, anglais, français et néerlandais.
Pour terminer la visite, la « galerie des Héros » retrace le parcours de certains personnages qui se sont illustrés pendant la Bataille de la Somme :
- George Butterworth ;
- John McCrae ;
- Percy Cherry ;
- Berthe Mouchette, peintre française et professeur d'art ;
- Max Pechstein ;
- Joseph Sadi-Lecointe ;
- Marcelle Senner, infirmière française ;
- Paul Hannecart, un poilu ;
- Lucien Laby (1892-1982), fils d’un pharmacien, ancien adjoint au maire de Reims, installé dans la Somme au moment de la déclaration de guerre. Élevé à l'École du service de santé de Lyon, il participa à la Grande Guerre en tant que médecin auxiliaire. En 1914, il prit part à l’Offensive de Lorraine, avant de stationner dans la Somme. En avril 1915, il demanda à être affecté au 294e RI et prit part à l’offensive de Champagne en septembre 1915, à Verdun en mai 1916, sur la Somme en septembre et enfin au Chemin des Dames au printemps de 1917. Il fut affecté ensuite dans une ambulance chirurgicale automobile près de Belfort. En 1918, atteint par la grippe espagnole, il participa néanmoins, en novembre, à l'entrée des troupes françaises dans Mulhouse et Strasbourg. Il est l'auteur d'un journal de guerre, Les Carnets de l'aspirant Laby, écrits dans l'action et non retouchés par la suite, qui témoigne de la cruauté du conflit et de la violence des affrontements.

## Animation
- Projection de films documentaires sur la Grande Guerre.
- Animation sur l'équipement du soldat au front.

La sortie du musée donne accès au jardin public où coule l'Ancre, sous les vestiges des remparts de la ville d'Albert.

Vues du musée Somme 1916
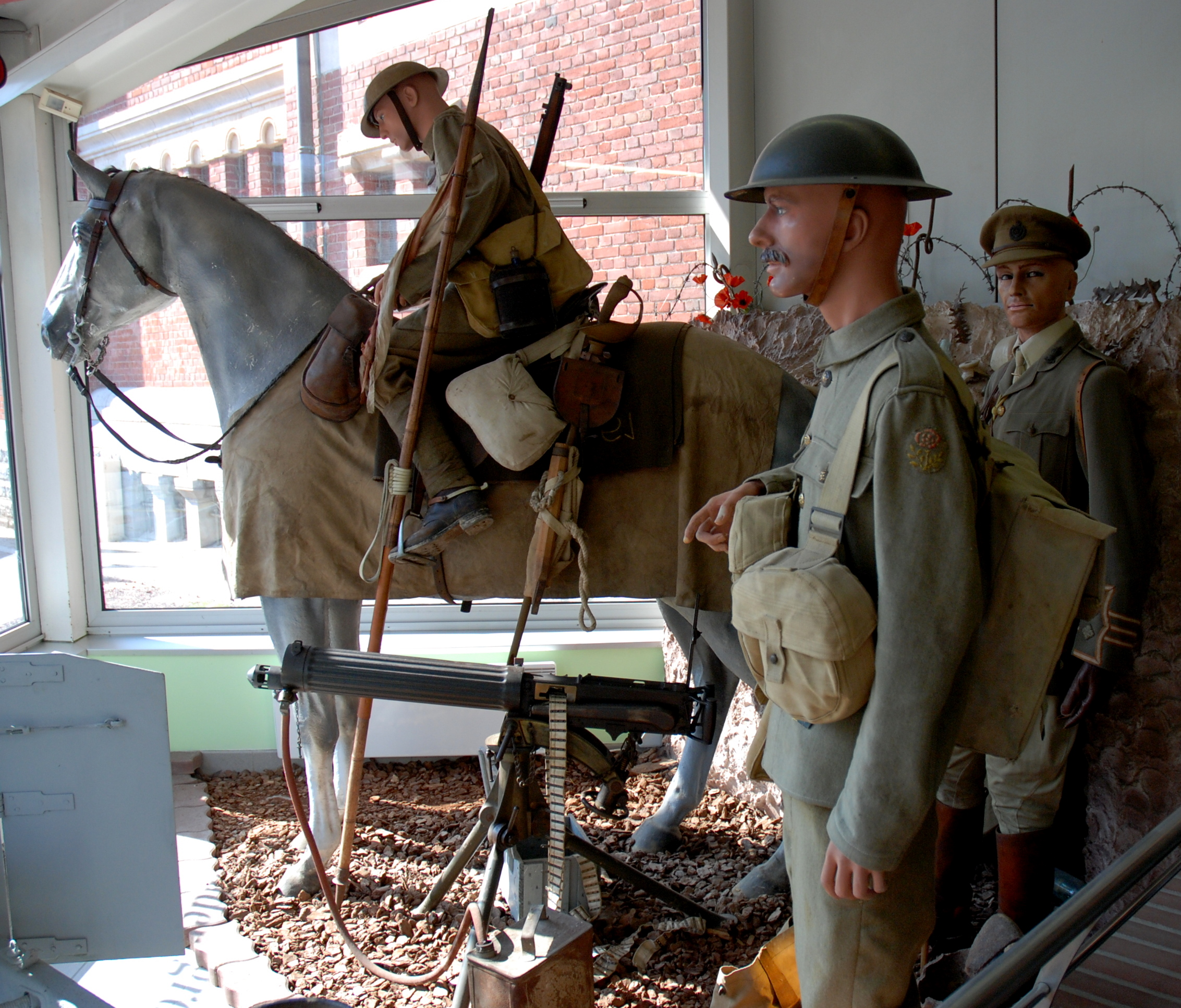
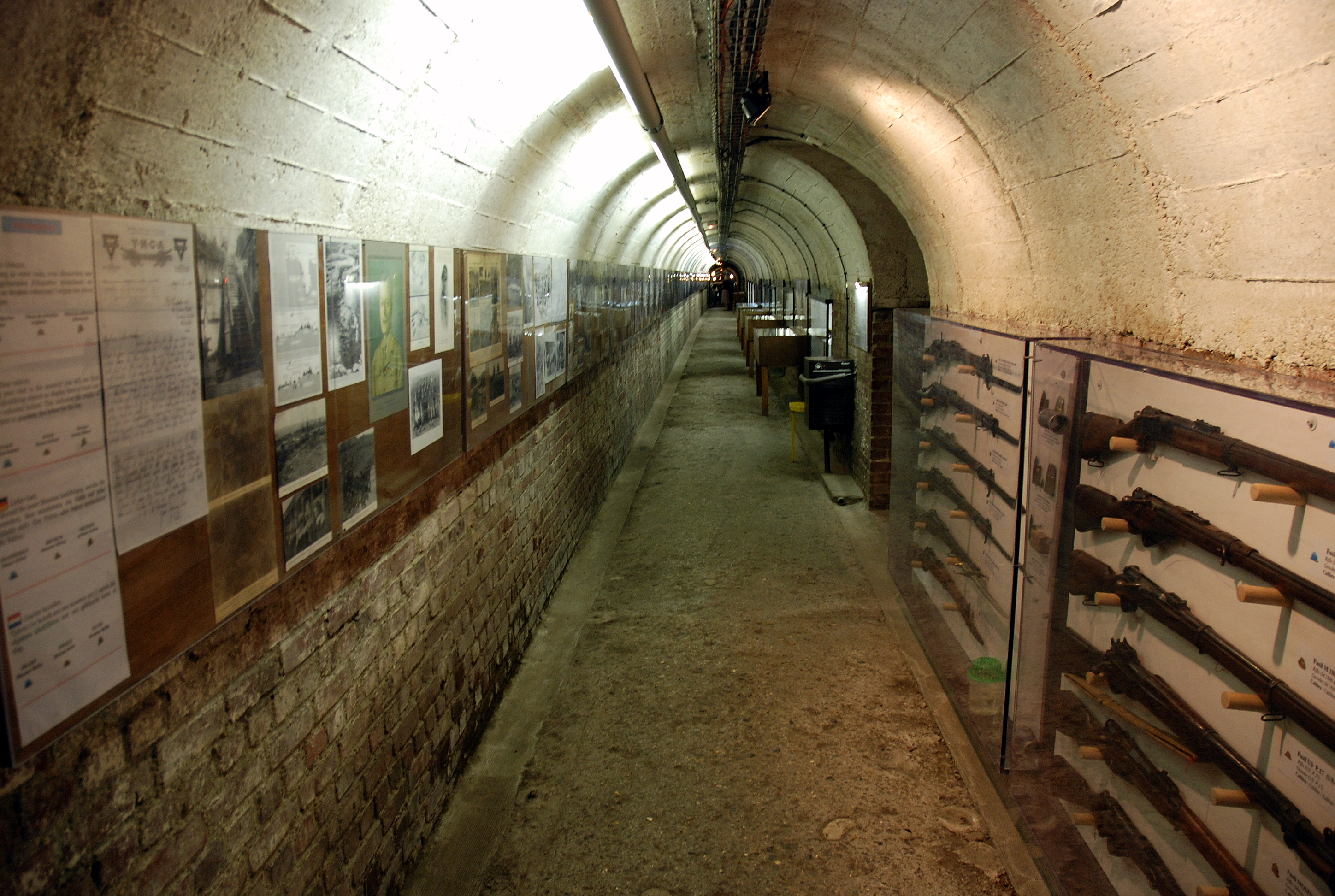
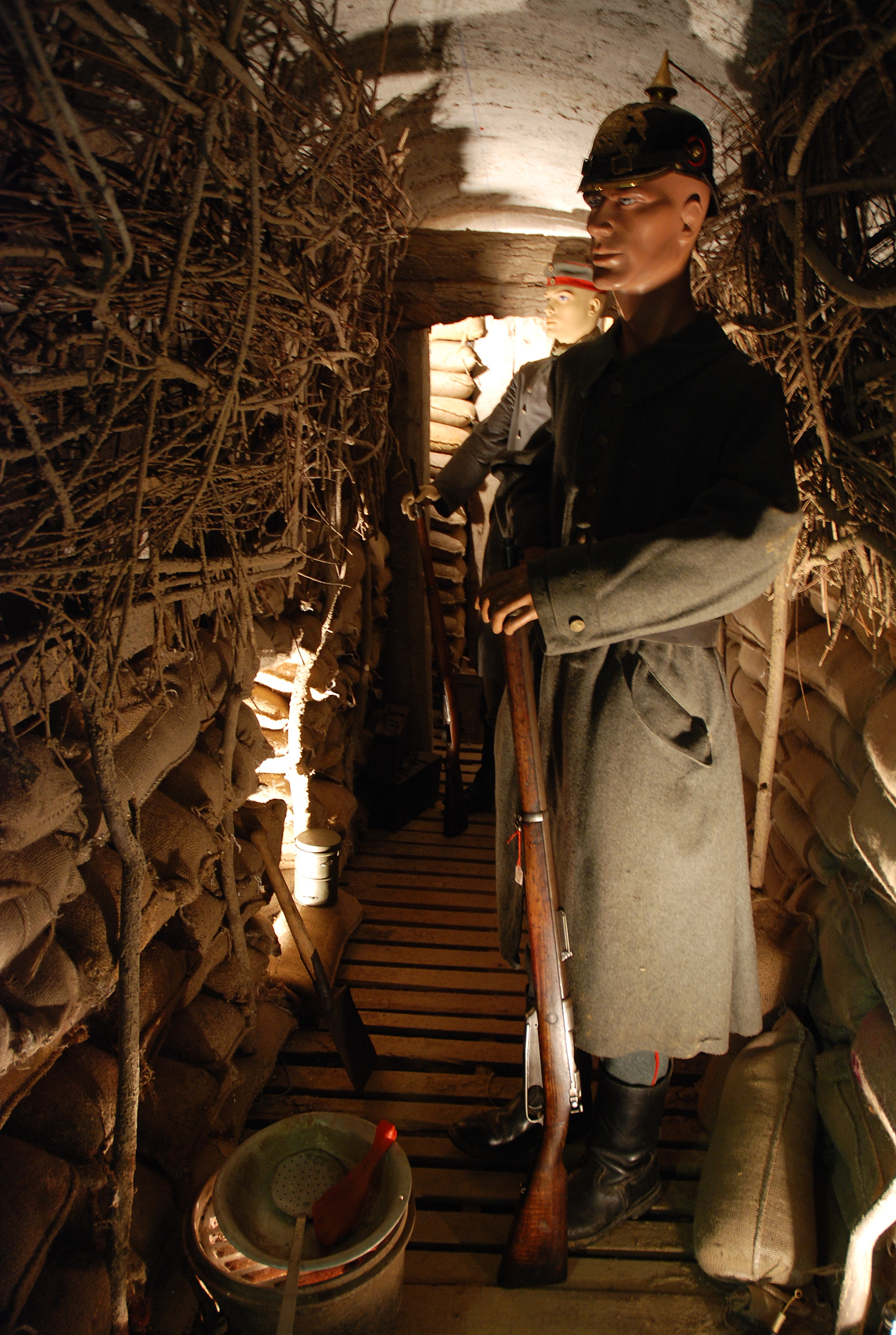
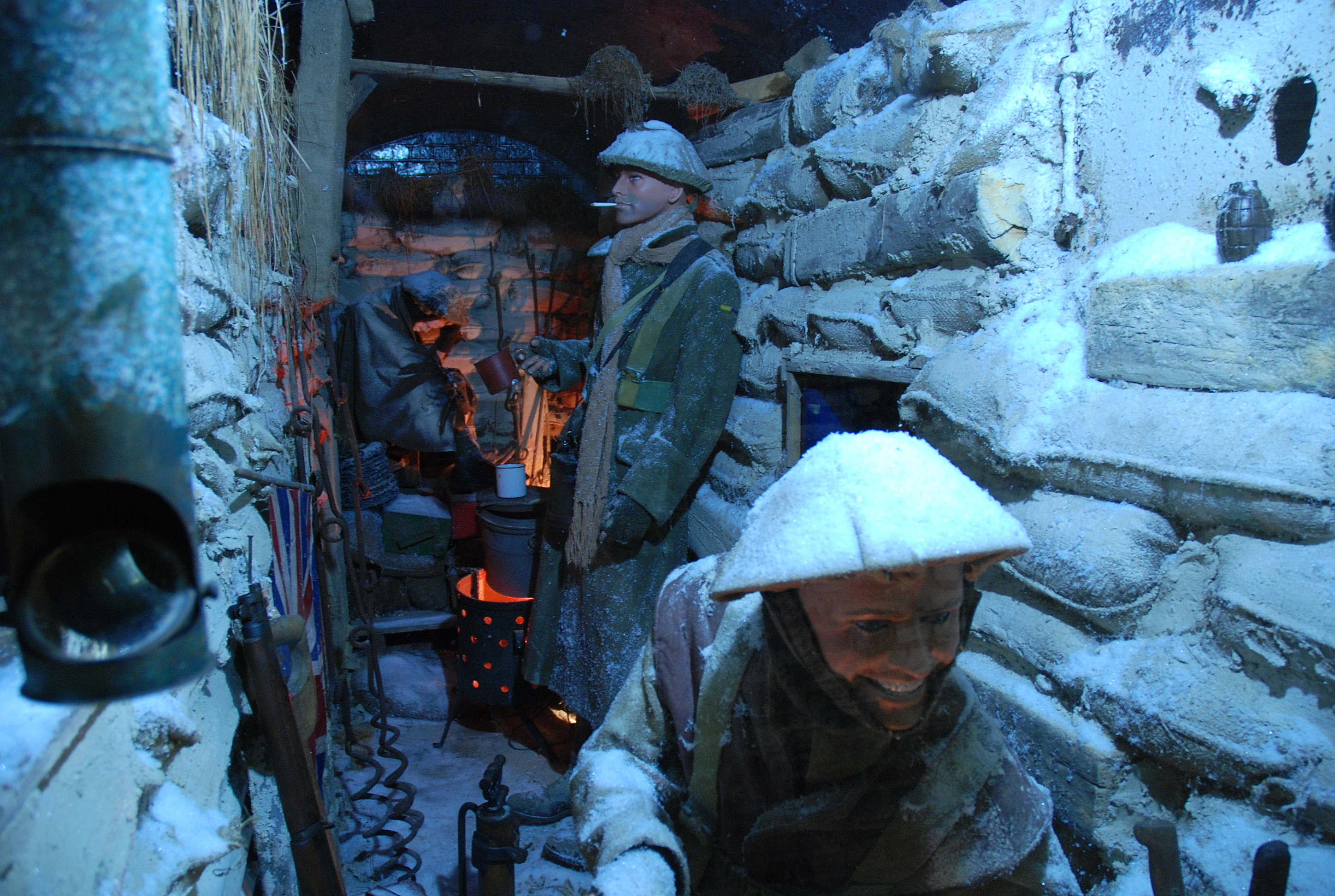
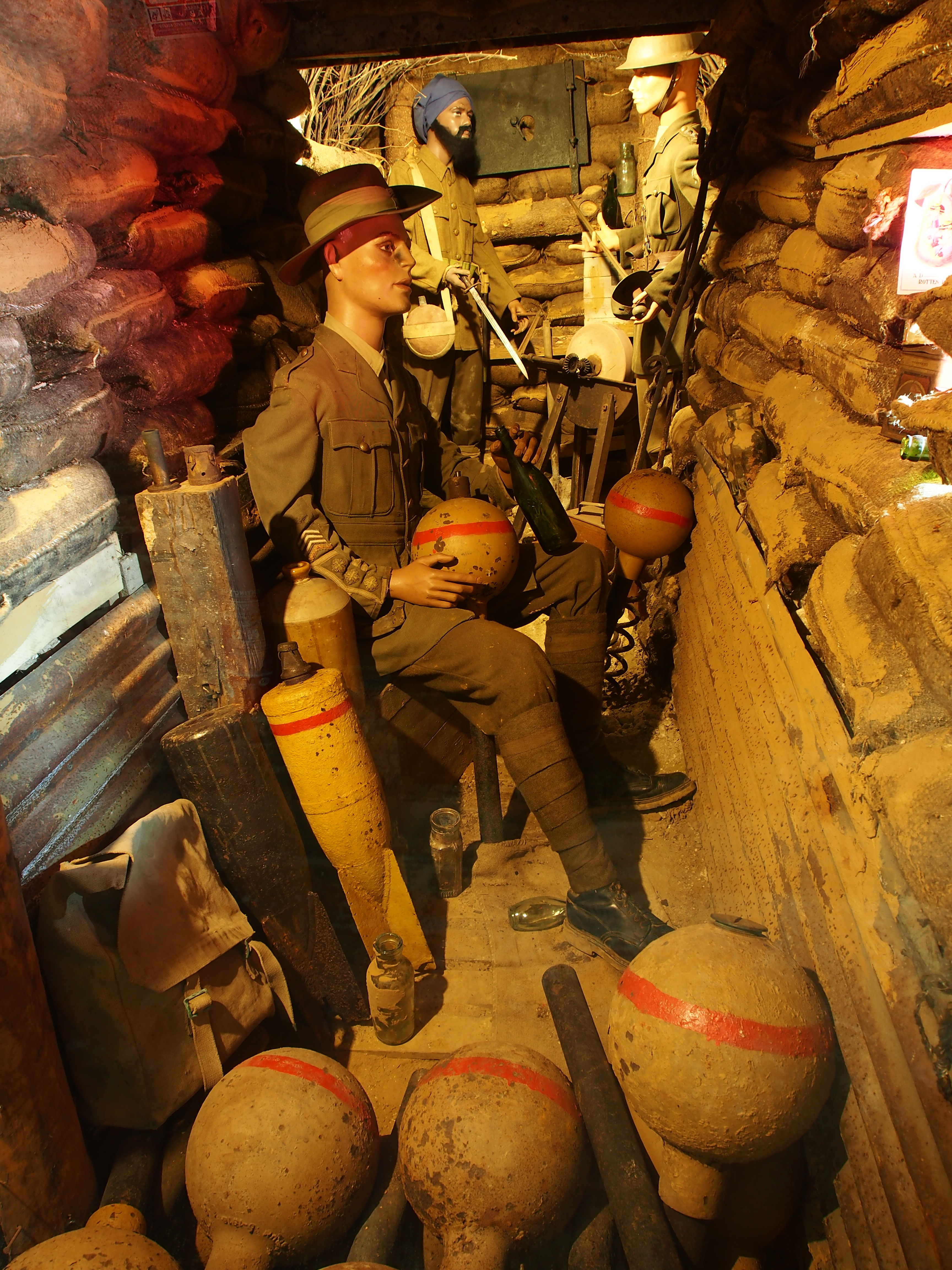
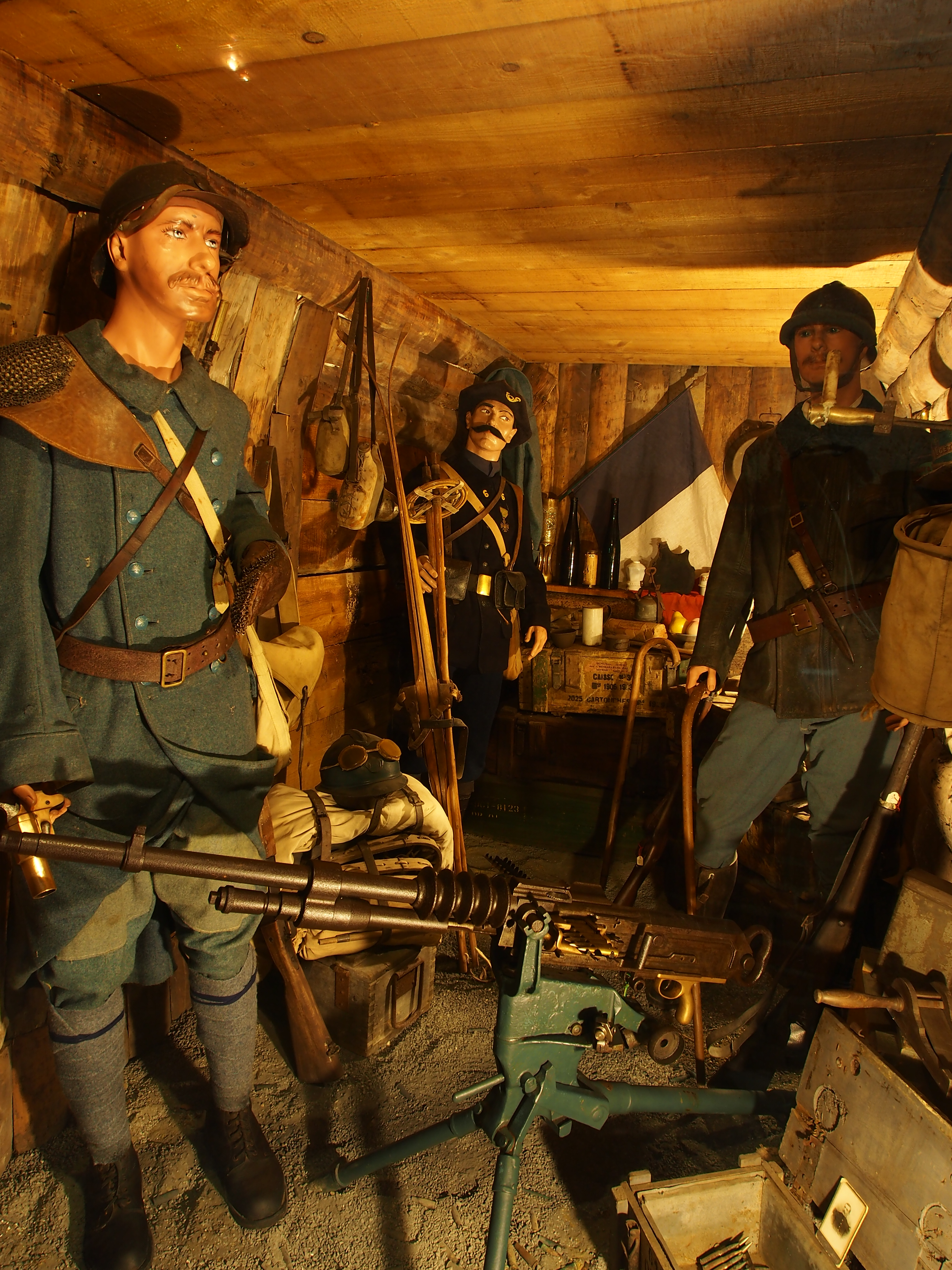